# Teología práctica

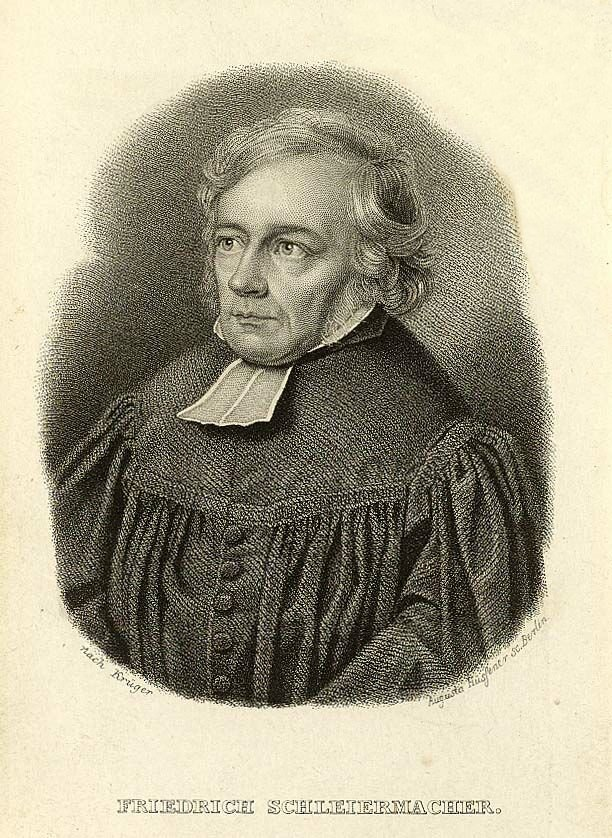
Friedrich Schleiermacher es una figura de referencia frecuente en los diseños de la teología práctica.

La teología práctica o teología aplicada es una disciplina académica que examina y reflexiona sobre las prácticas religiosas con el fin de comprender la teología llevada a cabo en esas prácticas y considerar cómo la teoría teológica y las prácticas teológicas pueden estar más completamente alineadas, cambiadas o mejoradas. La teología práctica a menudo ha buscado abordar una desconexión percibida entre la dogmática o la teología como disciplina académica, por un lado, y la vida y práctica de la iglesia, por otro.Consiste en varios subcampos relacionados: teología aplicada (como misiones, evangelismo, psicología pastoral o psicología de la religión), crecimiento de la iglesia, administración, homilética, formación espiritual, dirección espiritual, teología espiritual, teología política, teología de la justicia y paz, etc.

## Historia
La tarea de la Teología Práctica radica en la mediación crítica entre la ciencia teológica y la práctica cristiana en la iglesia y la sociedad. Sin embargo, esta definición programática ha sido objeto de controversia a lo largo de la historia y en la actualidad de esta disciplina. La controversia se centra principalmente en la cuestión de su estatus científico dentro de la teología y en su objeto real. Como disciplina científica, se sostiene que la Teología Práctica surgió a principios del siglo XIX. Por lo tanto, sería la más joven de las disciplinas teológicas académicas. Friedrich Schleiermacher (1768-1834) se considera comúnmente su fundador. El impulso fue la experiencia de la brecha entre una teología alejada de la práctica y la práctica religiosa eclesiástica, en la que la teología científica tenía poco o ningún significado. Sin embargo, ya a principios del siglo XVII se intentó (sin éxito) establecer una cátedra de Teología Práctica en la Universidad de Leiden. Desde finales del siglo XVI, se publicaron una serie de escritos latinos sobre Teología Práctica (teología práctica), que se ocupaban principalmente de la ética y/o la ascética. Según Gisbert Voetius (1589-1676), la Teología Práctica, además de la ética y la ascética, también abarcaba cuestiones de orden eclesiástico (política eclesiástica) y homilética.

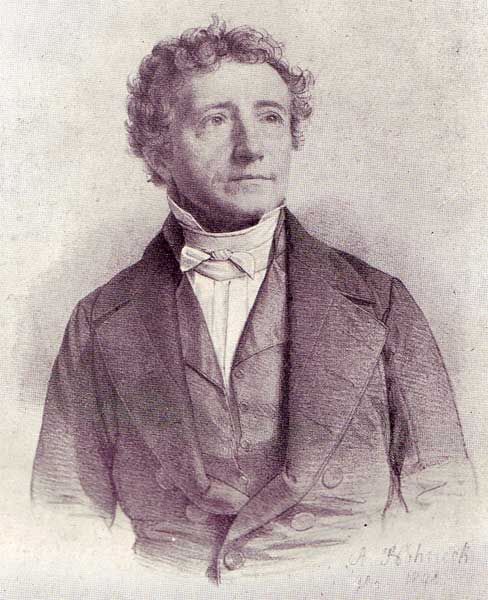
Karl Immanuel Nitzsch

Como mediadora entre la teoría y la práctica, la Teología Práctica debería permitir que la teología en su conjunto se abra a la experiencia y sea relevante para la acción, siendo este último aspecto el que suele ocupar más prominencia. La Teología Práctica fue entonces entendida como una ciencia aplicada que reformulaba afirmaciones exegéticas y dogmáticas en instrucciones prácticas viables. Desde Schleiermacher, Philipp Konrad Marheineke (1780–1846) y Karl Immanuel Nitzsch (1787–1868), por otro lado, se ha intentado fundamentar la función y necesidad teóricas de la Teología Práctica dentro de la teología misma. En la actualidad, se considera que el análisis científico de la religiosidad cristiana realmente vivida en la iglesia y la sociedad constituye la tarea especial de la Teología Práctica, que cada vez más se entiende como una ciencia empírico-analítica en analogía con las ciencias sociales y humanas. La orientación paradigmática y teórica de la Teología Práctica (fenomenológica, teórico-crítica, empírica, hermenéutica) sigue siendo objeto de debate. Por otro lado, la cuestión de la descripción de su objeto ha sido relativamente clara desde mediados del siglo XIX.
El paso decisivo de la sapientia (en latín, "comprensión", "sabiduría") a la scientia (en latín, "conocimiento", "ciencia" - derivado de scire, "saber", "entender") fue superar una pastoral teológica más orientada hacia la ética profesional y la "sabiduría". A diferencia de esta pastoral teológica, que se limitaba a reglas para la práctica pastoral del pastor y simplemente transmitía conocimiento profesional (valioso) del mentor al candidato, la Teología Práctica defiende una comprensión más amplia de la práctica; sin embargo, sigue siendo controvertido si solo la práctica eclesiástica explícita o el contexto general de la religión y la acción social deberían ser el objeto de la Teología Práctica. El ámbito específico de la Teología Práctica se puede describir a través de funciones (comunicación, educación, asesoramiento y ayuda, liderazgo y organización) y sus campos de acción (culto, predicación, ocasiones especiales, publicaciones eclesiásticas, educación religiosa, enseñanza de confirmación, trabajo con jóvenes, educación de adultos, consejería, diaconía, liderazgo comunitario, derecho eclesiástico). La Teología Práctica trabaja como una ciencia empírica con los métodos establecidos de la investigación social, la psicología/psicología profunda y los procedimientos hermenéuticos.

## Propósito de Osmer en la Teología Práctica
El propósito principal de Osmer es capacitar a los líderes congregacionales para participar en la interpretación teológica práctica de episodios, situaciones y contextos que enfrentan en el ministerio. Un propósito secundario es capacitar a los educadores teológicos para entrenar a los estudiantes en las habilidades de reflexión teológica práctica.
Según lo articulado por Richard Osmer, las cuatro tareas o preguntas clave que debe plantear la teología práctica son:
- ¿Qué está sucediendo? (la tarea descriptivo-empírica) [6]
- ¿Por qué está sucediendo esto? (la tarea interpretativa)[6]
- ¿Qué debería estar sucediendo? (la tarea normativa)[6]
- ¿Cómo podríamos responder? (la tarea pragmática) [6][8]

| Tarea     | Descriptivo           | Interpretativo                 | Normativa                      | Estratégico                |
| --------- | --------------------- | ------------------------------ | ------------------------------ | -------------------------- |
| Preguntas | ¿Qué está sucediendo? | ¿Por qué está sucediendo esto? | ¿Qué debería estar sucediendo? | ¿Cómo podríamos responder? |
| Función   | Escucha sacerdotal    | Sabiduría prudente             | Discernimiento profético       | Liderazgo de servicio      |

## Temas principales que trata la teología práctica
- Teología moral
  - Religión, creencia y fenómeno religioso
  - Prácticas del diálogo interreligioso
- Métodos y herramientas en teología
- Ética teológica
  - Gestión y liderazgo en la Iglesia
  - Animación pastoral
  - Acompañamiento pastoral
  - Acompañamiento pastoral y salud
- La transmisión de la fe hoy día
  - Dios: preguntas y enfoques
  - Jesús: desde la historia hasta la teología
  - Historia del cristianismo
  - Educación de la fe
  - Culturas y espiritualidades de los jóvenes
- Prácticas rituales: análisis-creaciones
  - Ritos y sacramentos
- Modernidad, urbanización e iglesia
- Fe, política y compromiso social

## Autores de teología práctica
1. Dietrich Bonhoeffer
  - "Ethics"
  - "The Cost of Discipleship"
  - "Life Together"
2. Johann Baptist Metz
  - "Faith in History and Society: Toward a Practical Fundamental Theology"
  - "Poverty of Spirit"
3. Paul Tillich
  - "The Courage to Be"
  - "Dynamics of Faith"
  - "Systematic Theology"
4. Emil Brunner
  - "The Divine Imperative"
  - "Man in Revolt"
  - "The Mediator"
5. Reinhold Niebuhr
  - "Moral Man and Immoral Society"
  - "The Nature and Destiny of Man"
6. Friedrich Schleiermacher
  - "The Christian Faith"
  - "On Religion: Speeches to its Cultured Despisers"
7. Rudolf Bultmann
  - "Jesus Christ and Mythology"
  - "New Testament and Mythology"
8. James H. Cone
  - "A Black Theology of Liberation"
  - "The Cross and the Lynching Tree"
9. Walter Rauschenbusch
  - "Christianity and the Social Crisis"
  - "A Theology for the Social Gospel"
10. Elizabeth Johnson
  - "She Who Is: The Mystery of God in Feminist Theological Discourse"
  - "Quest for the Living God: Mapping Frontiers in the Theology of God"
11. Gustavo Gutiérrez
  - "A Theology of Liberation: History, Politics, and Salvation"
  - "On Job: God-Talk and the Suffering of the Innocent"
12. Jürgen Moltmann
  - "Theology of Hope"
  - "The Crucified God"
13. Richard R. Niebuhr
  - "Christ and Culture"
  - "The Responsible Self: An Essay in Christian Moral Philosophy"
14. Stanley Hauerwas
  - "Resident Aliens: Life in the Christian Colony"
  - "The Peaceable Kingdom: A Primer in Christian Ethics"
15. Jurgen Habermas
  - "The Theory of Communicative Action"
  - "Between Naturalism and Religion: Philosophical Essays"
16. Sarah Coakley
  - "God, Sexuality, and the Self: An Essay 'On the Trinity'"
  - "Powers and Submissions: Spirituality, Philosophy, and Gender"
17. Vincent J. Donovan
  - "Christianity Rediscovered"
  - "Christian Beginnings: 3 Lessons from the New Testament"
18. John Howard Yoder
  - "The Politics of Jesus"
  - "Body Politics: Five Practices of the Christian Community Before the Watching World"
19. Emmanuel Lévinas
  - "Totality and Infinity"
  - "Ethics and Infinity: Conversations with Philippe Nemo"
20. Miroslav Volf
  - "Exclusion and Embrace: A Theological Exploration of Identity, Otherness, and Reconciliation"
  - "After Our Likeness: The Church as the Image of the Trinity"
21. Elizabeth A. Johnson
  - "She Who Is: The Mystery of God in Feminist Theological Discourse"
  - "Quest for the Living God: Mapping Frontiers in the Theology of God"
22. Serene Jones
  - "Trauma and Grace: Theology in a Ruptured World"
  - "Feminist Theory and Christian Theology: Cartographies of Grace"
23. Nancy Eiesland
  - "The Disabled God: Toward a Liberatory Theology of Disability"
  - "Longing for Home"
24. William E. Pannell
  - "The Coming Race Wars?: A Cry for Reconciliation"
  - "Evangelism from the Bottom Up"
25. Letty M. Russell
  - "Church in the Round: Feminist Interpretation of the Church"
  - "Human Liberation in a Feminist Perspective: A Theology"
26. John Swinton
  - "Raging with Compassion: Pastoral Responses to the Problem of Evil"
  - "Resurrecting the Person: Friendship and the Care of People with Mental Health Problems"
27. Bryan P. Stone
  - "Evangelism after Christendom: The Theology and Practice of Christian Witness"
  - "Practical Theology and Qualitative Research"
28. James W. McClendon Jr.
  - "Ethics: Systematic Theology, Volume 1"
  - "Doctrine: Systematic Theology, Volume 2"
29. Alister E. McGrath
  - "The Christian Theology Reader"
  - "Christian Theology: An Introduction"
30. Stephen Bevans
  - "Models of Contextual Theology"
  - "An Introduction to Theology in Global Perspective"